# المسيد (طنطان)
المسيد هي قرية وجماعة قروية تقع في إقليم طنطان بجهة كلميم واد نون جنوب المغرب، وبلغ عدد سكانها 1 275 نسمة حسب الإحصاء العام للسكان والسكنى لسنة 2014. تبعد لمسيد عن مدينة طنطان بحوالي 70 كم.

## المواصلات
يُمكن الوصول لقرية المسيد من خلال طريق واحد فقط، وهو طريق مُعبد ويربط بين لمسيد ومدينة طنطان مرورا بقرية تيلمزون.